# Epicanthus
Epicanthus refererer til en fold af hud, der dækker det indre hjørne af øjet, delvist eller helt. Det er mere almindeligt forekommende hos mennesker af østasiatisk afstamning, men kan også forekomme hos individer fra andre etniske baggrunde. Tilstedeværelsen af en epicanthusfold kan variere i udseende og kan være mere udtalt hos nogle individer end hos andre.
| Fysiologi | Spire Denne artikel om fysiologi er en spire som bør udbygges. Du er velkommen til at hjælpe Wikipedia ved at udvide den. |